# Atazanavir
Atazanavir, được bán dưới tên thương mại Reyataz cùng với một số tên khác, là một loại thuốc kháng virus được sử dụng để điều trị và ngăn ngừa HIV/AIDS. Chúng thường được khuyến cáo sử dụng kết hợp với các thuốc kháng retrovirus khác. Thuốc này có thể được sử dụng để phòng ngừa sau khi bị vật nhọn đâm qua da hoặc các dạng phơi nhiễm tiềm năng khác. Thuốc được uống một lần mỗi ngày.
Các tác dụng phụ thường gặp có thể kể đến như nhức đầu, buồn nôn, vàng da, đau bụng, khó ngủ và sốt. Tác dụng phụ nghiêm trọng bao gồm phát ban như phát ban đỏ đa dạng và đường huyết cao. Atazanavir có vẻ an toàn khi sử dụng trong thời gian mang thai. Đây là một loại thuốc ức chế protease (PI) và hoạt động bằng cách ngăn chặn protease HIV.
Atazanavir đã được chấp thuận cho sử dụng y tế tại Hoa Kỳ vào năm 2003. Nó nằm trong danh sách các thuốc thiết yếu của Tổ chức Y tế Thế giới, tức là nhóm các loại thuốc hiệu quả và an toàn nhất cần thiết trong một hệ thống y tế. Tại Hoa Kỳ, chúng không có sẵn dưới dạng thuốc gốc. Chi phí bán buôn ở các nước đang phát triển là khoảng 15,72 USD cho mỗi tháng. Tính đến năm 2015, chi phí cho một tháng sử dụng thuốc điển hình ở Hoa Kỳ là hơn 200 USD.